# Dash-10

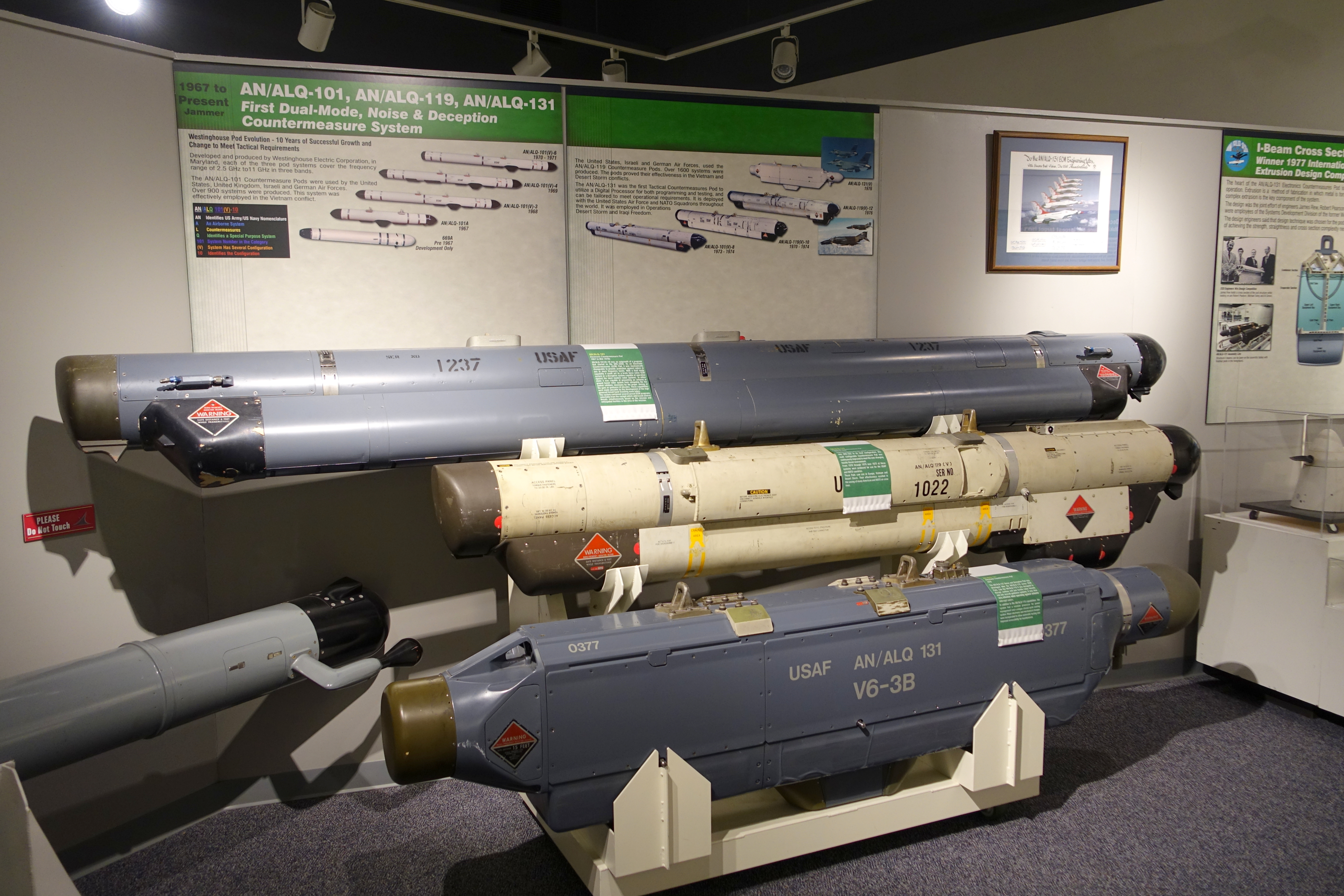
Системи протидії AN/ALQ-101, AN/ALQ-119 і AN/ALQ-131 в Національному музеї електроніки. AN/ALQ-101 можна побачити на задньому фоні зображення.

Dash 10 (або AN/ALQ-101) — блок електронної протидії, який використовується на таких літаках, як Blackburn Buccaneer на аеродромі «Honington». Він також використовувався під час операції Black Buck у Фолклендській війні бомбардувальником Avro Vulcan.

## Функціонал
Розташований зовні на пілоні під крилом літака, Dash 10 використовується для протидії радіолокаційним засобам противника. Він працює шляхом маніпулювання радіолокаційними сигналами, що надсилаються з ворожих радарів, і повторно передає їх відправнику зміненими так, що на радарі з'являється неіснуюча ціль за кілька кілометрів від літака, озброєного комплексом. Під час роботи Dash 10, ворожі системи протиповітряної оборони працюють в звичайному режимі, тому їх персонал не розуміє обману і атакує неіснуючі цілі.